# Dundee
Dundee (skotskou gaelštinou: Dùn Dèagh) je čtvrté největší město Skotska. Žije v něm 143 000 obyvatel. Včetně přilehlých oblastí jako Monifieth, Birkhill a Invergowrie má 170 000 obyvatel. Leží na severním břehu ústí řeky Tay do Severního moře. V minulosti i dnes bylo a je střediskem vědy a výzkumu, postavena zde byla například expediční loď Roberta Scotta.
Jeho historie začíná piktským osídlením z doby železné. Během středověku bylo místem mnoha důležitých bitev. Prudce začalo růst během průmyslové revoluce díky rozvoji průmyslu zpracovávajícího jutu. Tehdy bylo také známe zavařeninami a žurnalistikou. Nejvíce obyvatel, téměř 200 000, město mělo na počátku sedmdesátých let dvacátého století, tento počet však kvůli migraci a především změnám hranic města poklesl.
Od počátku osmdesátých let se rozvíjí biomedicínský průmysl a průmysl nových technologií. Například dundeeské společnosti podnikající v oblasti digitálního zábavního průmyslu ovládají 10 % britského trhu. Ve městě sídlí dvě university, Skotské taneční divadlo (Scottish Dance Theatre), pravidelně zde účinkuje Královský skotský národní orchestr.

## Historie
Historie osídlení Dundee začíná piktským osídlením před 3 500 lety. Tehdy bylo známé jako pod piktským názvem Alec-tum. Jméno „Dundee“ bylo přijato později odvozením ze skotského Dùn Dèagh. V roce 1191 se stalo královským městem. Později byl tento status Edwardem I. odvolán, znovu mu byl přisouzen až roku 1327 Robertem I. Opevněným městem se stalo roku 1545 v období skotsko-anglických válek. V roce 1547 pak bylo z velké části zničeno dělostřelbou z anglických lodí. Roku 1645 bylo během anglické občanské války obléháno markýzem z Montrose. Za třetí občanské války v Anglii bylo přepadeno silami Olivera Cromwella vedenými generálem Monckem. Ty opět zničily velkou část města a povraždily mnoho jeho obyvatel. Později zde předčasně vypuklo jakobitské povstání poté, co John Graham vztyčil nad městem zástavu Stuartovců.

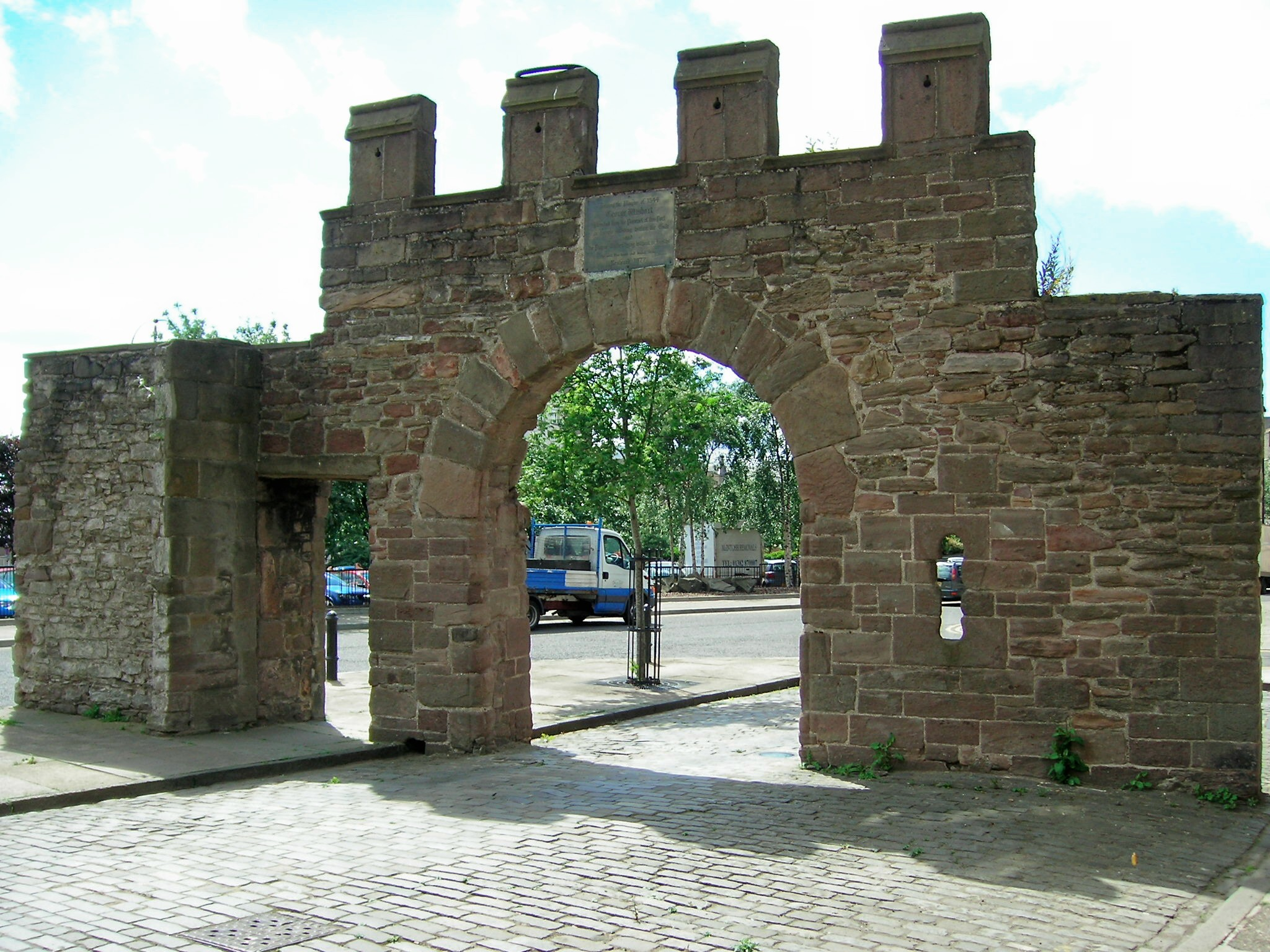
Wishartská branka je jedinou zachovanou částí městských hradeb

Město se výrazně rozrostlo během průmyslové revoluce především v souvislosti s rozvojem průmyslu zpracovávajícího jutu a příbuzných oborů v nichž pracovala převážná část obyvatel města. Jeho poloha u ústí důležité řeky mu umožňovala její snadný dovoz z Indie a dalších zemí a zároveň byla výhodná pro velrybářský průmysl jehož produkt, velrybí olej, byl pro zpracování juty nezbytný. Jutový průmysl začal upadávat až ve dvacátém století kdy začalo být levnější zpracovávat jutu přímo v Indii. Poslední továrna byla uzavřena v roce 1970. Kromě juty se město proslavilo žurnalistikou a marmeládami jež zde v roce 1797 údajně vynalezl jistý Janet Keiller. (Recepty na marmeládu jsou ve skutečnosti známé již od šestnáctého století.) Keillerova marmeláda se poté stala díky velkovýrobě a vývozu do celého světa slavnou značkou. V roce 1905 zde byla založena vydavatelská společnost D. C. Thomson & Co. jež je od té doby třetím největším zaměstnavatelem. Vydává několik novinových titulů, dětské komiksy a publikace a různé časopisy včetně The Sunday Post, The Courier či magazínu Shout.
Dundee se také stalo hlavním centrem loďařského průmyslu devatenáctého století. Mezi lety 1871 a 1881 zde bylo postaveno na 2 000 lodí včetně expediční lodě RRS Discovery polárníka Roberta Falcona Scotta.
Potřeba velrybího oleje přispěla k rozvoji velrybářského průmyslu. Dundee Island v Atlantském oceánu získal název právě podle z Dundee vypravené velrybářské výpravy jež jej v roce 1892 objevila. Lov velryb ustal v roce 1912, lodě se zde přestaly stavět v roce 1981. V ústí řeky stál železniční most postavený Thomasem Bouchem otevřený roku 1879. Ve své době byl nejdelším železničním mostem na světě. Spadl za bouře o rok později pod vahou rychlíku z Edinburghu plného pasažérů. Nikdo z pasažérů se nezachránil. Most byl opraven.

## Ekonomika
Město je oblastním centrem průmyslu i vzdělání. V roce 2006 tak bylo ekonomicky aktivní 76 % jeho populace přičemž 20 % z celkového počtu pracovních sil tvořili studenti. Aktivně ve městě působí na 4000 společností vytvářejících 95 000 pracovních míst přičemž nárůst jejich počtu stále pokračuje. Investice dosahují rekordních úrovní, v roce 1997 do města směřovaly v částce téměř 1 miliardy liber.

## Současnost
V Dundee na pobřeží Firth of Tay kotví RRS Discovery – Royal Research Ship Discovery postavená v roce 1901 v Dundee pro expedice k Antarktidě.

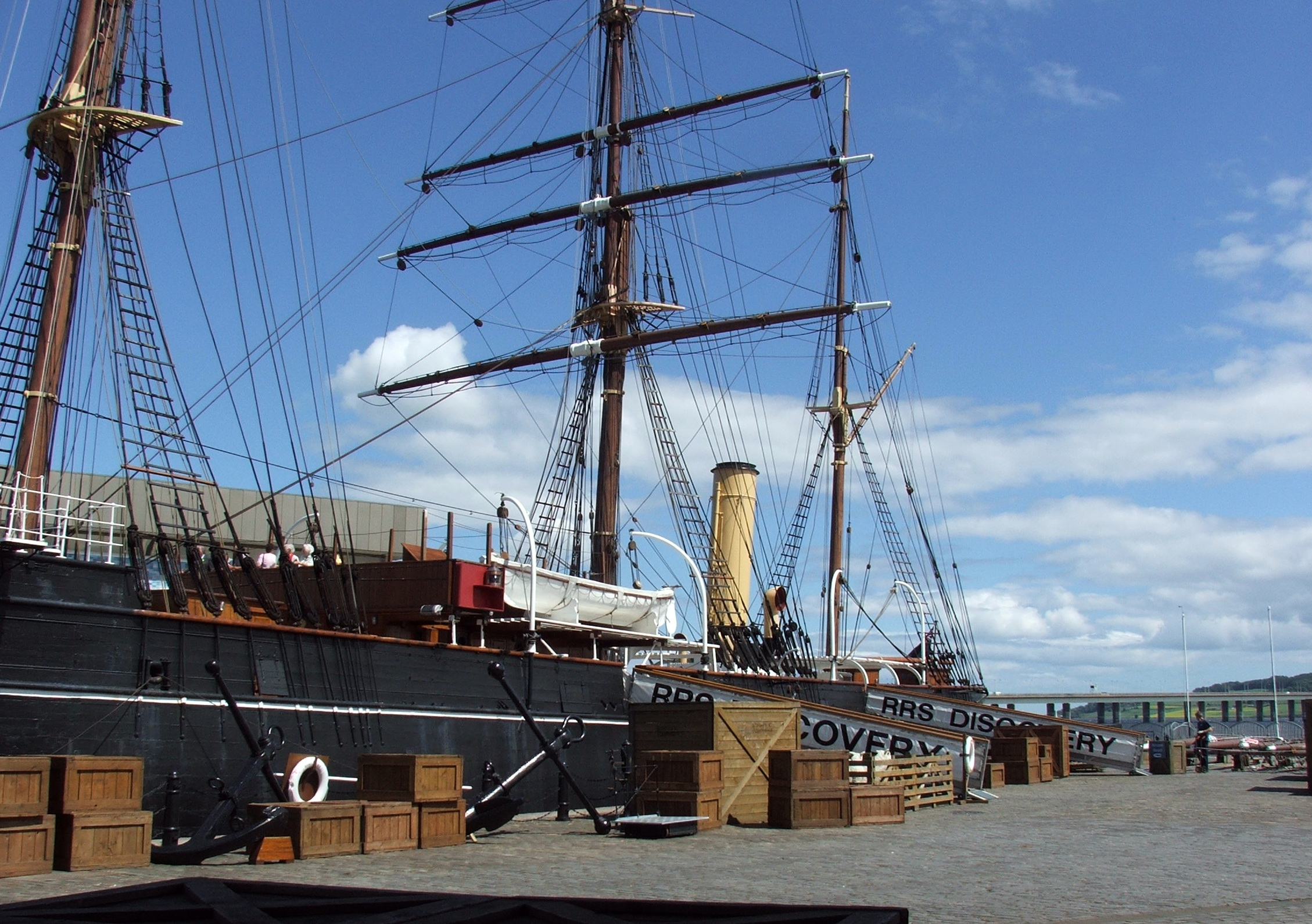
RRS Dicovery na pobřeží Firth of Tay – v pozadí silniční most

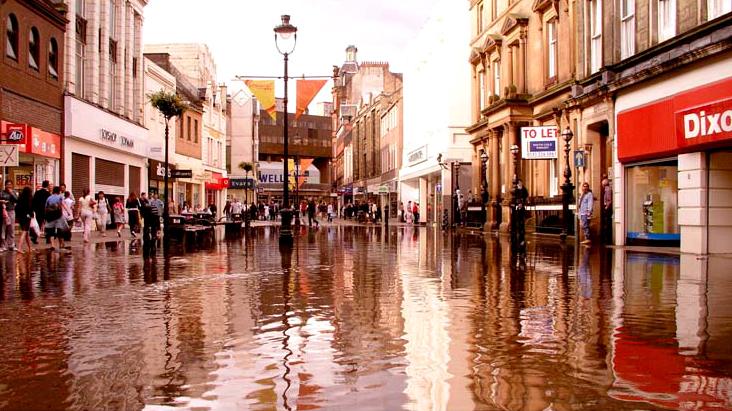
povodeň po prudkém dešti

## Sport
V Dundee sídlí fotbalové kluby Dundee FC a Dundee United.

## Partnerská města
- Orléans – Francie
- Alexandria – USA
- Náblus – Palestina
- Würzburg – Německo
- Zadar – Chorvatsko
- Dubaj – SAE